# روخيليو فارياس
روخيليو فارياس (بالإسبانية: Rogelio Farías)‏ (13 أغسطس 1949 بسانتياغو في تشيلي - ) هو لاعب كرة قدم تشيلي في مركز الوسط، شارك في كأس العالم 1974. وشارك مع منتخب تشيلي لكرة القدم. أما مع النوادي، فقد لعب مع أوداكس إيتاليانو ونادي أوهيجينس ونادي قادش ويونيون إسبانيولا.

## مسيرته الكروية
لعب روخيليو فارياس خلال مسيرته الاحترافية مع 4 أندية في خمسة عشر موسمًا وسجل خلالها 77 هدفًا ضمن 245 مباراة. ولم يفز بأي موسم بالكأس وفاز في موسمين بالدوري.
خاض روخيليو فارياس مسيرته مع نادي يونيون إسبانيولا في موسم 1968 في المرة الأولى ليلعب معه ستة مواسم ثم في موسم 1976 ليلعب معه أربعة مواسم ثم ما بين عامي 1983 و1984 لمدة موسم واحد، مشاركًا طوالها في 181 مباراة سجل خلالها 67 هدفًا. ثم انتقل إلى نادي قادش في موسم 1974–75 ولمدة موسمين، حيث شارك في 41 مباراة سجل خلالها 7 أهداف. لينتقل بعدها إلى نادي أوهيجينس ما بين عامي 1979 و1980 لمدة موسم واحد، مشاركًا في 19 مباراة سجل خلالها هدفين. ثم انتقل إلى نادي أوداكس إيتاليانو ما بين عامي 1980 و1981 لمدة موسم واحد، مشاركًا في 4 مباريات سجل خلالها هدفًا واحدًا.

## وصلات خارجية
- روخيليو فارياس على موقع الاتحاد الدولي (مؤرشف)  (الإنجليزية)
- روخيليو فارياس على موقع قاعدة بيانات كرة القدم.إي يو (الإنجليزية)
- روخيليو فارياس على موقع ناشيونال فوتبول تيمز (الإنجليزية)
- روخيليو فارياس على موقع عالم كرة القدم.نت (الإنجليزية)